# Frans Gast

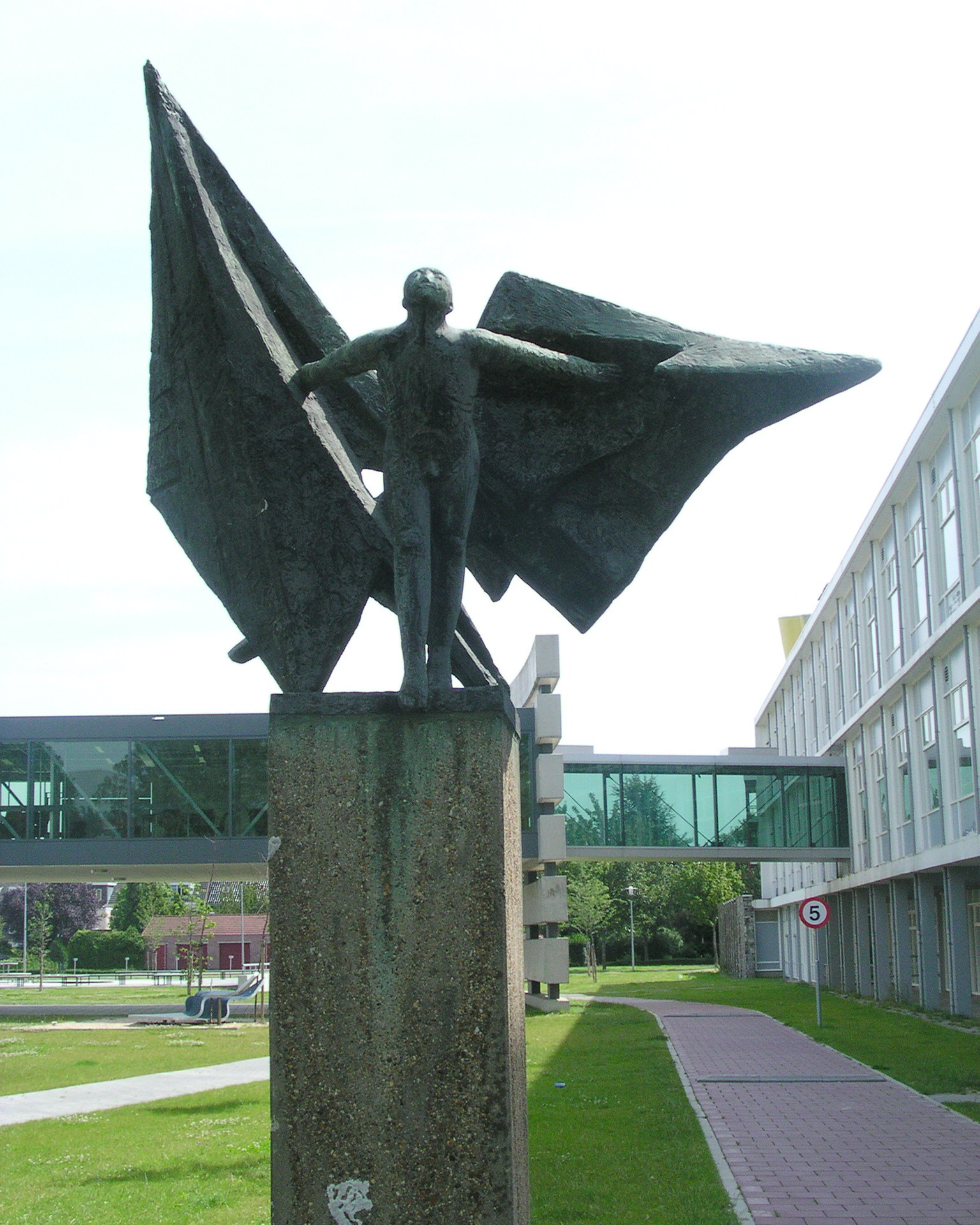
Ikaros (Juliana van Stolberglaan, Maastricht)

François Marie Gerardus Hubert Gast, conocido como Frans Gast (Maastricht, 11 de noviembre de 1927 - 11 de enero de 1986) fue un artista y escultor de los Países Bajos.
Se formó en la escuela de arte y en la Academia Jan van Eyck en Maastricht, así como en la Academia de Bellas Artes de Tilburg.
En 1956, se trasladó a Francia a trabajar. Entre otros, colaboró con Robert Courtier, de la École Nationale Supérieure des Arts Décoratifs, en París. Tras esta experiencia en el extranjero, Gast regresó a Maastricht, donde trabajó entre 1956 y 1984.

## Obras (selección)
- Kinderen (1950) - Vijfkoppen, Maastricht.
- Christus en de Apostelen (1954) - R.K. kerk H. Drievuldigheid, Heerlen.
- Gevelsculpturen St. Jozef Arbeider (1959) - H. Jozef Arbeiderkerk, Meerssen.
- Twee haviken (1959) - Ringbaan este, Tilburg.
- Sint Michaël en de draak (1961) - Graaf Huyn College, Geleen.
- Vrijheid (1961) - Bernardinuscollege (binnenplaats), Heerlen.
- Drie valken (1962) - Rotonde Keurmeerdersdreef, Maastricht.
- Ikaros (1963) - Juliana van Stolberglaan, Maastricht.
- Wonderbare visvangst (1964) - Tamboersdijk, Utrecht.
- Apocalyptisch tafereel (1965) - R.K. Blijde Boodschap, Kerkrade.
- De Mijnwerker (1976) - Geleenstraat, Heerlen.
- Fontein Hawt uuch vas (1978) - Vrijthof, Maastricht.